# Nationaal Songfestival 1965
Het Nationaal Songfestival voor het Eurovisiesongfestival 1965 werd gehouden op 13 februari in Theater Concordia in Bussum en werd gepresenteerd door de bekende Eurovisiester Teddy Scholten.
In de week vlak vóór de finale werden voorrondes gehouden. In elke voorronde zong 1 artiest 3 liedjes. Het winnende liedje ging door naar de finale.
Uiteindelijk won Conny van den Bos het Nationaal Songfestival 1965, maar ook Ronnie Tober en Trea Dobbs scoorden beiden grote hits. Het liedje dat won heette 't Is genoeg en het won met 13 punten.

## Voorrondes
Het Nationaal Songfestival 1965 kende vijf voorrondes, die in de week van 8 t/m 12 februari werden gehouden. Iedere avond zong een zanger(es) drie liedjes.

### Trea Dobbs

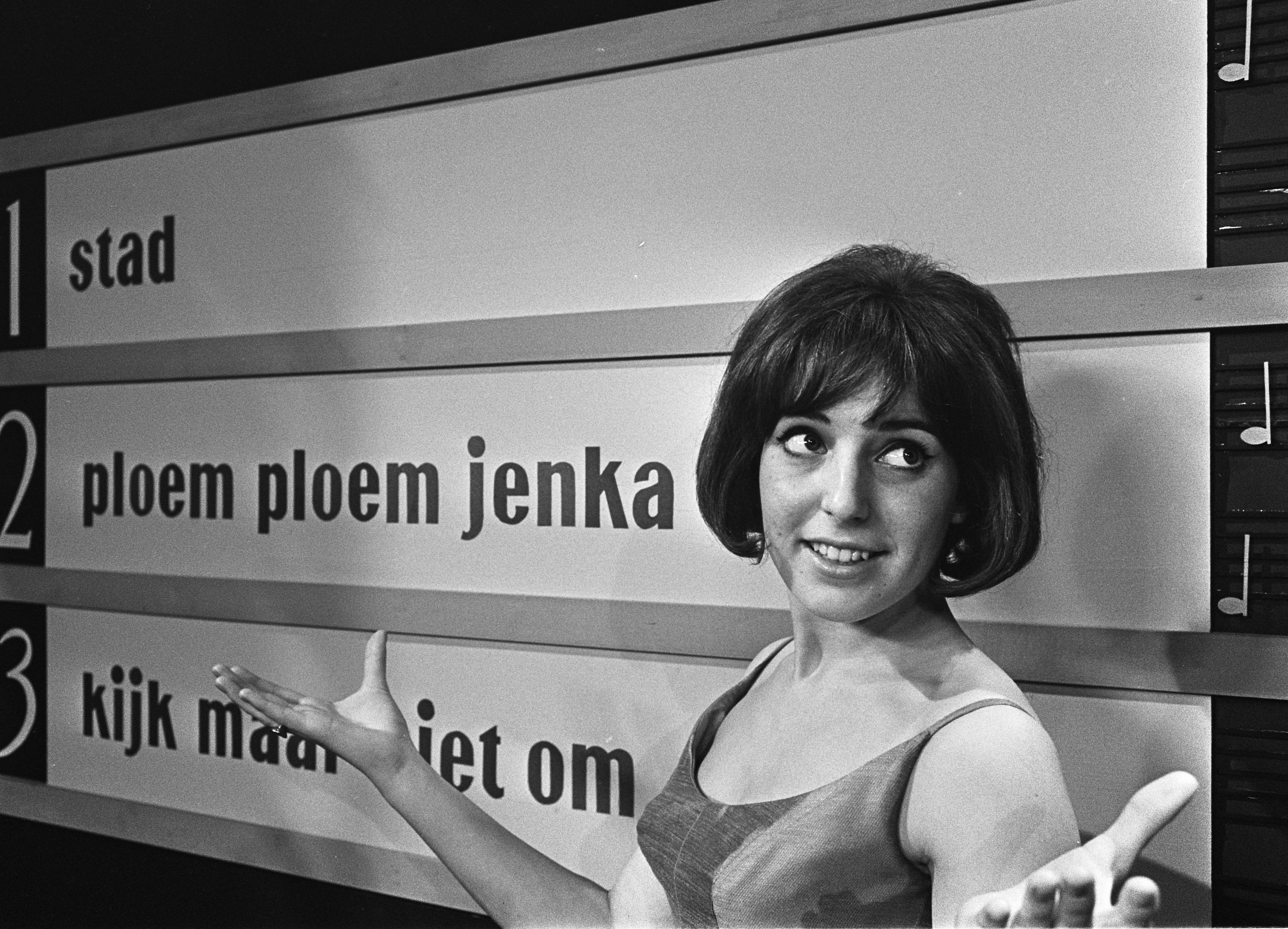
Trea Dobbs

| Startplaats | Lied                | Punten | Plaats |
| ----------- | ------------------- | ------ | ------ |
| 1           | "Stad"              | 12     | 2      |
| 2           | "Ploem ploem jenka" | 16     | 1      |
| 3           | "Kijk maar niet om" | 3      | 3      |

### Ronnie Tober

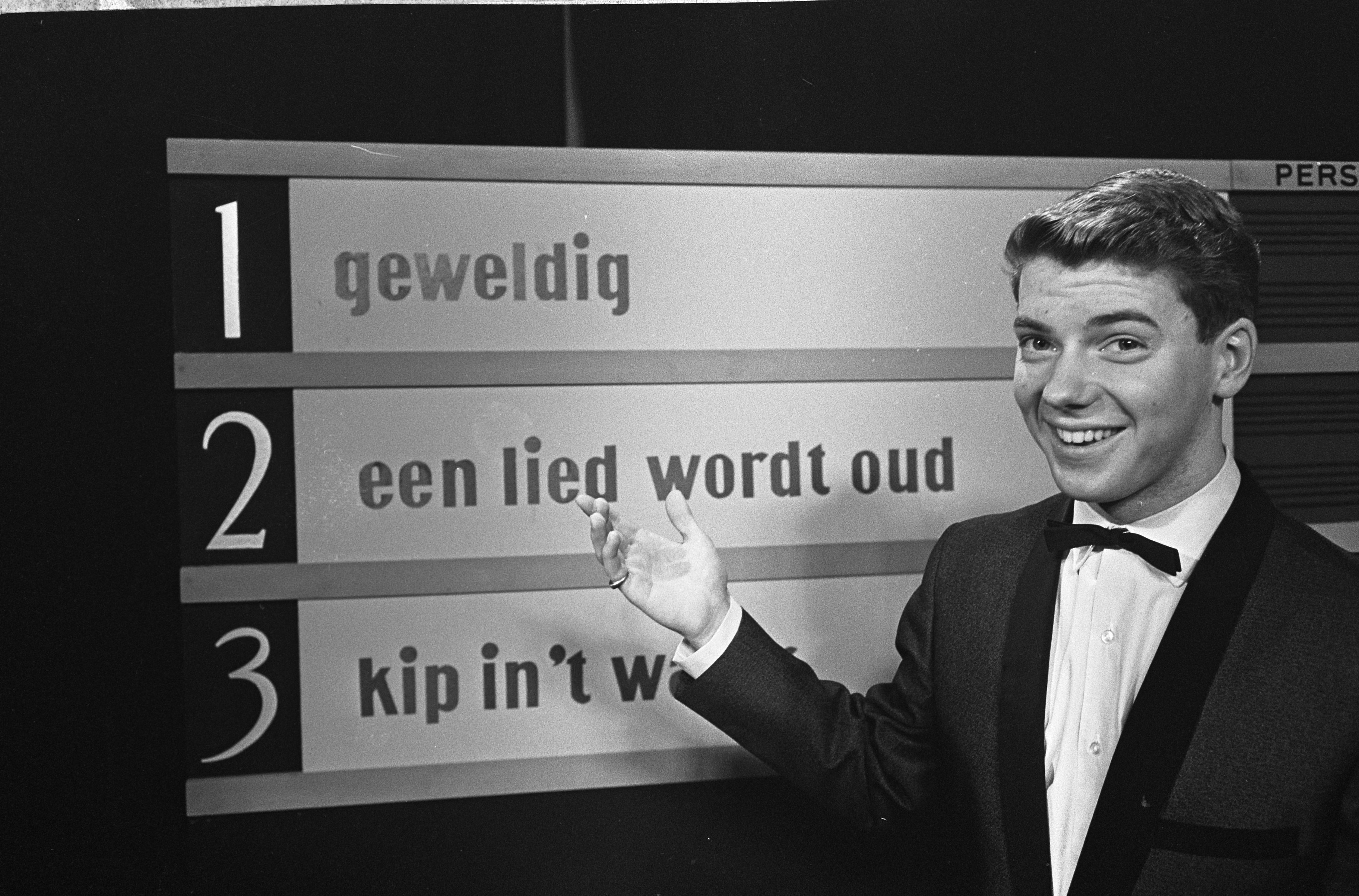
Ronnie Tober

| Startplaats | Lied                 | Punten | Plaats |
| ----------- | -------------------- | ------ | ------ |
| 1           | "Geweldig"           | 16     | 1      |
| 2           | "Kip in het water"   | 4      | 3      |
| 3           | "Een lied wordt oud" | 11     | 2      |

### Conny Vandenbos
| Startplaats | Lied             | Punten | Plaats |
| ----------- | ---------------- | ------ | ------ |
| 1           | "Laat me alleen" | 9      | 2=     |
| 2           | "'t Is genoeg"   | 13     | 1      |
| 3           | "Van de week"    | 9      | 2=     |

### Gert Timmerman
| Startplaats | Lied                                   | Punten | Plaats |
| ----------- | -------------------------------------- | ------ | ------ |
| 1           | "Jij bent het lichtpunt in mijn leven" | 11     | 2      |
| 2           | "Alleen"                               | 4      | 3      |
| 3           | "Waar de wind de zomer vindt"          | 16     | 1      |

### Shirley

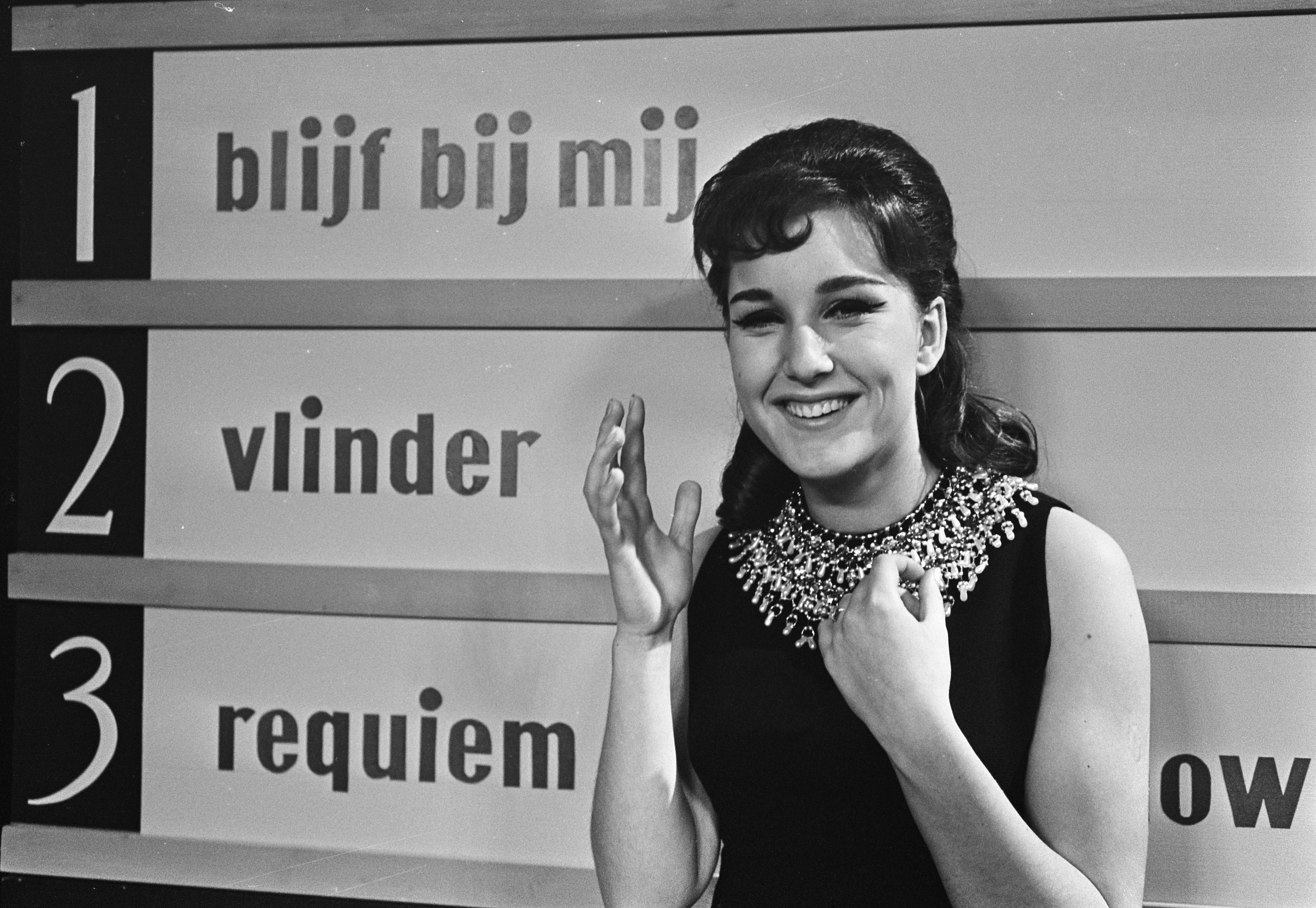
Shirley

| Startplaats | Lied                     | Punten | Plaats |
| ----------- | ------------------------ | ------ | ------ |
| 1           | "Blijf bij mij"          | 18     | 1      |
| 2           | "Als een vlinder"        | 10     | 2      |
| 3           | "Requiem voor een clown" | 3      | 3      |

## Uitslag Finale
| Positie | Uitvoerende(n)    | Liedtitel                   | Punten |
| ------- | ----------------- | --------------------------- | ------ |
| 1       | Conny van den Bos | 't Is genoeg                | 13     |
| 2       | Ronnie Tober      | Geweldig                    | 8      |
| 3       | Trea Dobbs        | Ploem ploem jenka           | 6      |
| 4       | Shirley           | Blijf bij mij               | 3      |
| 5       | Gert Timmerman    | Waar de wind de zomer vindt | 1      |

De tekst van het winnende liedje was van Karel Prior, hetgeen nogal omstreden was omdat hij ook de producer van het festival was. Echter, hij schreef het onder het pseudoniem Joke van Soest. Dat was de naam van zijn vrouw. Pas 20 jaar later bekende hij dat hij het lied geschreven had.
In Napels, tijdens het tiende Eurovisiesongfestival op 20 maart 1965, eindigde Conny op de 11de plaats met 5 punten. France Gall won voor Luxemburg met "Poupée De Cire, Poupée de Son".
1956 · 1957 · 1958 · 1959 · 1960 · 1961 · 1962 · 1963 · 1964 · 1965 · 1966 · 1967 · 1968 · 1969 · 1970 · 1971 · 1972 · 1973 · 1974 · 1975 · 1976 · 1977 · 1978 · 1979 · 1980 · 1981 · 1982 · 1983 · 1984 · 1986 · 1987 · 1988 · 1989 · 1990 · 1992 · 1993 · 1994 · 1996 · 1997 · 1998 · 1999 · 2000 · 2001 · 2003 · 2004 · 2005 · 2006 · 2007 · 2008 · 2009 · 2010 · 2011 · 2012